# Johanna Jachs
Johanna Jachs (nascida a 16 de Outubro de 1991) é uma política austríaca do Partido Popular Austríaco, servindo como membro do Conselho Nacional. Foi eleita pela primeira vez na eleição legislativa de 2017 e foi reeleita na eleição de 2019. De 2013 a 2022, foi a líder da juventude do partido em Freistadt.